# Новоивановский (Ставропольский край)
Новоива́новский — хутор в Курском районе (муниципальном округе) Ставропольского края России.

## Варианты названия
- Ново-Ивановск,
- Ново-Ивановский,
- Новый Ивановский[3].

## География
Расстояние до краевого центра: 240 км.
Расстояние до районного центра: 11 км.

## История
14-15 сентября части 1942 года 30-й кавалерийской дивизии освободили хутор от немецких войск.
До 16 марта 2020 года хутор входил в упразднённый Полтавский сельсовет.

## Население
| 1989 | 2002 | 2010 | 2021 |
| ---- | ---- | ---- | ---- |
| 62   | ↘43  | ↗64  | ↘13  |

Национальный состав
По данным Всероссийской переписи населения 2010 года:
| Народ   | Численность, чел. | Доля от всего населения, % |
| ------- | ----------------- | -------------------------- |
| грузины | 61                | 95,3 %                     |
| осетины | 3                 | 4,7 %                      |
| всего   | 64                | 100 %                      |

## Памятники
- Братская могила 35 советских воинов, погибших при освобождении хутора от фашистских захватчиков. 1943, 1953 года[9]

## Кладбище
В 300 м к северо-западу от хутора расположено общественное открытое кладбище площадью 2 тыс. м².